# Mješaji
Mješaji su naseljeno mjesto u općini Foča, Republika Srpska, BiH. Nalaze se na lijevoj obali rijeke Drine. Preko rijeke su Kopilovi.
Godine 1962. godine pripojeno im je naselje Trošanj (Sl.list NRBiH, br.47/62).

## Stanovništvo
| Narod     | Popis 1961. | Popis 1971. | Popis 1981. | Popis 1991. |
| --------- | ----------- | ----------- | ----------- | ----------- |
| Hrvati    |             |             |             |             |
| Muslimani | 22          | 147         | 153         | 161         |
| Srbi      | 131         | 218         | 200         | 166         |
| ostali    | 6           | 12          | 23          | 1           |
| Ukupno    | 159         | 377         | 376         | 328         |